# Roquesérière
Roquesérière est une commune française située dans le nord-est du département de la Haute-Garonne en région Occitanie.
Sur le plan historique et culturel, la commune est dans le Frontonnais, un pays entre Garonne et Tarn constitué d'une succession de terrasses caillouteuses qui ont donné naissance à de riches terroirs, réputés pour leus vins et leurs fruits. Exposée à un climat océanique altéré, elle est drainée par le ruisseau de Sieurac, le ruisseau de Marignol et par divers autres petits cours d'eau.
Roquesérière est une commune rurale qui compte 882 habitants en 2022, après avoir connu une forte hausse de la population depuis 1968. Elle fait partie de l'aire d'attraction de Toulouse. Ses habitants sont appelés les Roquesériérois ou  Roquesériéroises.

## Géographie

### Localisation
La commune de Roquesérière se trouve dans le département de la Haute-Garonne, en région Occitanie.
Elle se situe à 21 km à vol d'oiseau de Toulouse, préfecture du département, et à 14 km de Pechbonnieu, bureau centralisateur du canton de Pechbonnieu dont dépend la commune depuis 2015 pour les élections départementales.
La commune fait en outre partie du bassin de vie de Montastruc-la-Conseillère.
Les communes les plus proches sont : 
Azas (3,0 km), Montpitol (3,4 km), Gémil (3,8 km), Saint-Jean-Lherm (4,1 km), Montastruc-la-Conseillère (4,2 km), Buzet-sur-Tarn (5,0 km), Saint-Sulpice-la-Pointe (5,9 km), Lugan (6,4 km).
Sur le plan historique et culturel, Roquesérière fait partie du Frontonnais, un pays entre Garonne et Tarn constitué d'une succession de terrasses caillouteuses qui ont donné naissance à de riches terroirs, réputés pour leurs vins et leurs fruits.
Les communes limitrophes sont  Azas, Buzet-sur-Tarn, Gémil, Montastruc-la-Conseillère, Montpitol et Saint-Sulpice-la-Pointe.
| Gémil                     | Buzet-sur-Tarn | Saint-Sulpice-la-Pointe (Tarn) |
| Montastruc-la-Conseillère | Roquesérière   | Azas                           |
|                           | Montpitol      |                                |

### Géologie et relief
La superficie de la commune est de 1 064 hectares ; son altitude varie de 128  à   232 mètres.

### Hydrographie

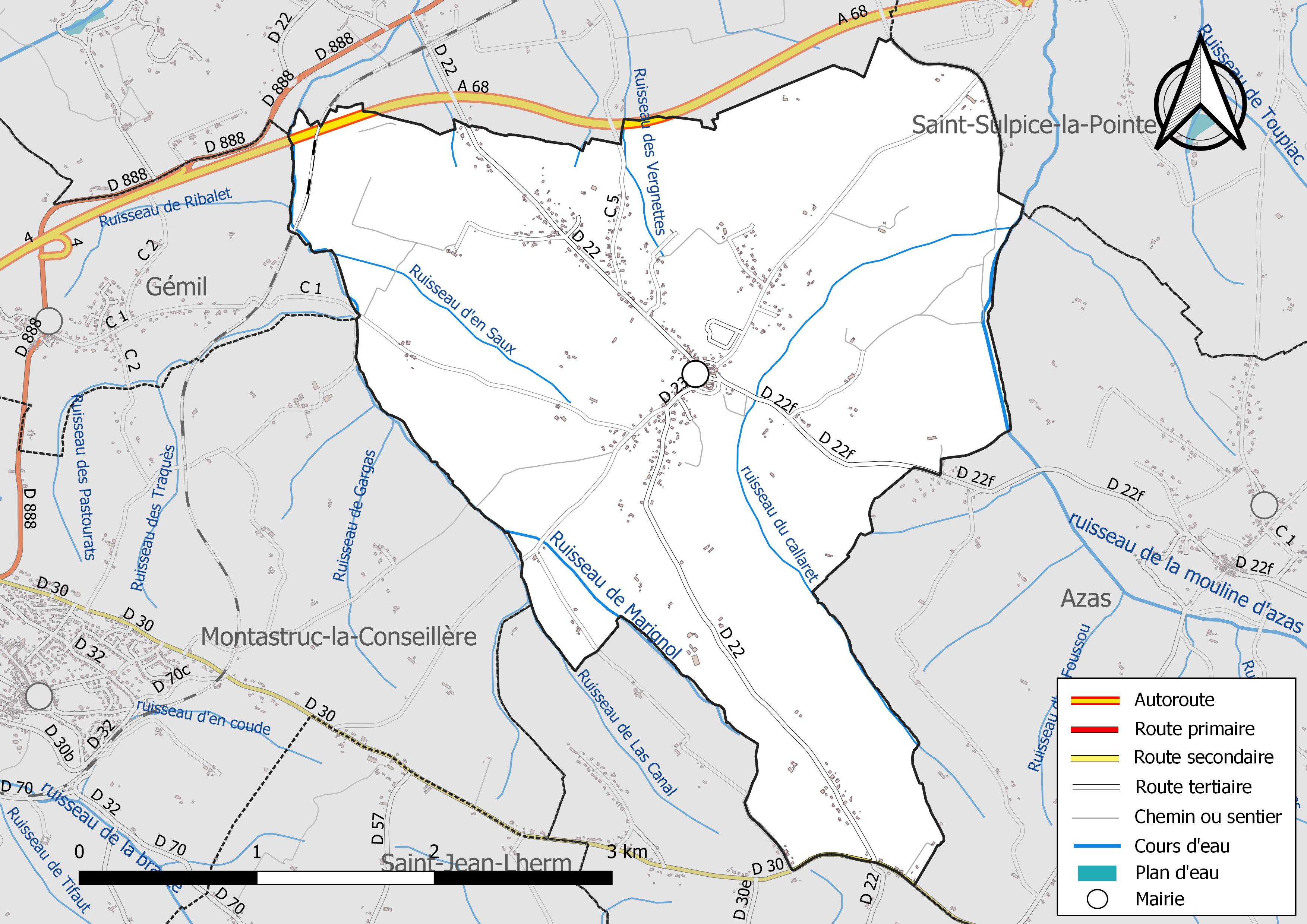
Réseaux hydrographique et routier de Roquesérière.

La commune est dans le bassin de la Garonne, au sein du bassin hydrographique Adour-Garonne. Elle est drainée par le ruisseau de Sieurac, le ruisseau de Marignol, le ruisseau de Las Canal, le ruisseau d'en Saux, le ruisseau de Ribalet, le ruisseau des Vergnettes, le ruisseau du callaret et par deux petits cours d'eau, constituant un réseau hydrographique de 10 km de longueur totale,.
Le ruisseau de Sieurac, d'une longueur totale de 11,9 km, prend sa source dans la commune de Garrigues (81) et s'écoule du sud-est vers le nord-ouest puis vers le nord. Il traverse la commune et se jette dans le Tarn à Mézens (81), après avoir traversé 5 communes.

### Climat
Pour des articles plus généraux, voir Climat de l'Occitanie et Climat de la Haute-Garonne.
En 2010, le climat de la commune est de type climat du Bassin du Sud-Ouest, selon une étude s'appuyant sur une série de données couvrant la période 1971-2000. En 2020, Météo-France publie une typologie des climats de la France métropolitaine dans laquelle la commune est exposée à un climat océanique altéré et est dans la région climatique Aquitaine, Gascogne, caractérisée par une pluviométrie abondante au printemps, modérée en automne, un faible ensoleillement au printemps, un été chaud (19,5 °C), des vents faibles, des brouillards fréquents en automne et en hiver et des orages fréquents en été (15 à 20 jours).
Pour la période 1971-2000, la température annuelle moyenne est de 13,2 °C, avec une amplitude thermique annuelle de 15,7 °C. Le cumul annuel moyen de précipitations est de 733 mm, avec 9,2 jours de précipitations en janvier et 5,7 jours en juillet. Pour la période 1991-2020, la température moyenne annuelle observée sur la station météorologique la plus proche, située sur la commune de Blagnac à 23 km à vol d'oiseau, est de 14,2 °C et le cumul annuel moyen de précipitations est de 627,0 mm,. Pour l'avenir, les paramètres climatiques de la commune estimés pour 2050 selon différents scénarios d’émission de gaz à effet de serre sont consultables sur un site dédié publié par Météo-France en novembre 2022.

### Milieux naturels et biodiversité
Aucun espace naturel présentant un intérêt patrimonial n'est recensé sur la commune dans l'inventaire national du patrimoine naturel,,.

## Urbanisme

### Typologie
Au 1er janvier 2024, Roquesérière est catégorisée commune rurale à habitat dispersé, selon la nouvelle grille communale de densité à sept niveaux définie par l'Insee en 2022.
Elle est située hors unité urbaine. Par ailleurs la commune fait partie de l'aire d'attraction de Toulouse, dont elle est une commune de la couronne,. Cette aire, qui regroupe 527 communes, est catégorisée dans les aires de 700 000 habitants ou plus (hors Paris),.

### Occupation des sols
L'occupation des sols de la commune, telle qu'elle ressort de la base de données européenne d’occupation biophysique des sols Corine Land Cover (CLC), est marquée par l'importance des territoires agricoles (80,4 % en 2018), en diminution par rapport à 1990 (81,9 %). La répartition détaillée en 2018 est la suivante : 
terres arables (64,9 %), forêts (16,7 %), prairies (9,4 %), zones agricoles hétérogènes (6,1 %), zones urbanisées (2,9 %). L'évolution de l’occupation des sols de la commune et de ses infrastructures peut être observée sur les différentes représentations cartographiques du territoire : la carte de Cassini (XVIIIe siècle), la carte d'état-major (1820-1866) et les cartes ou photos aériennes de l'IGN pour la période actuelle (1950 à aujourd'hui).

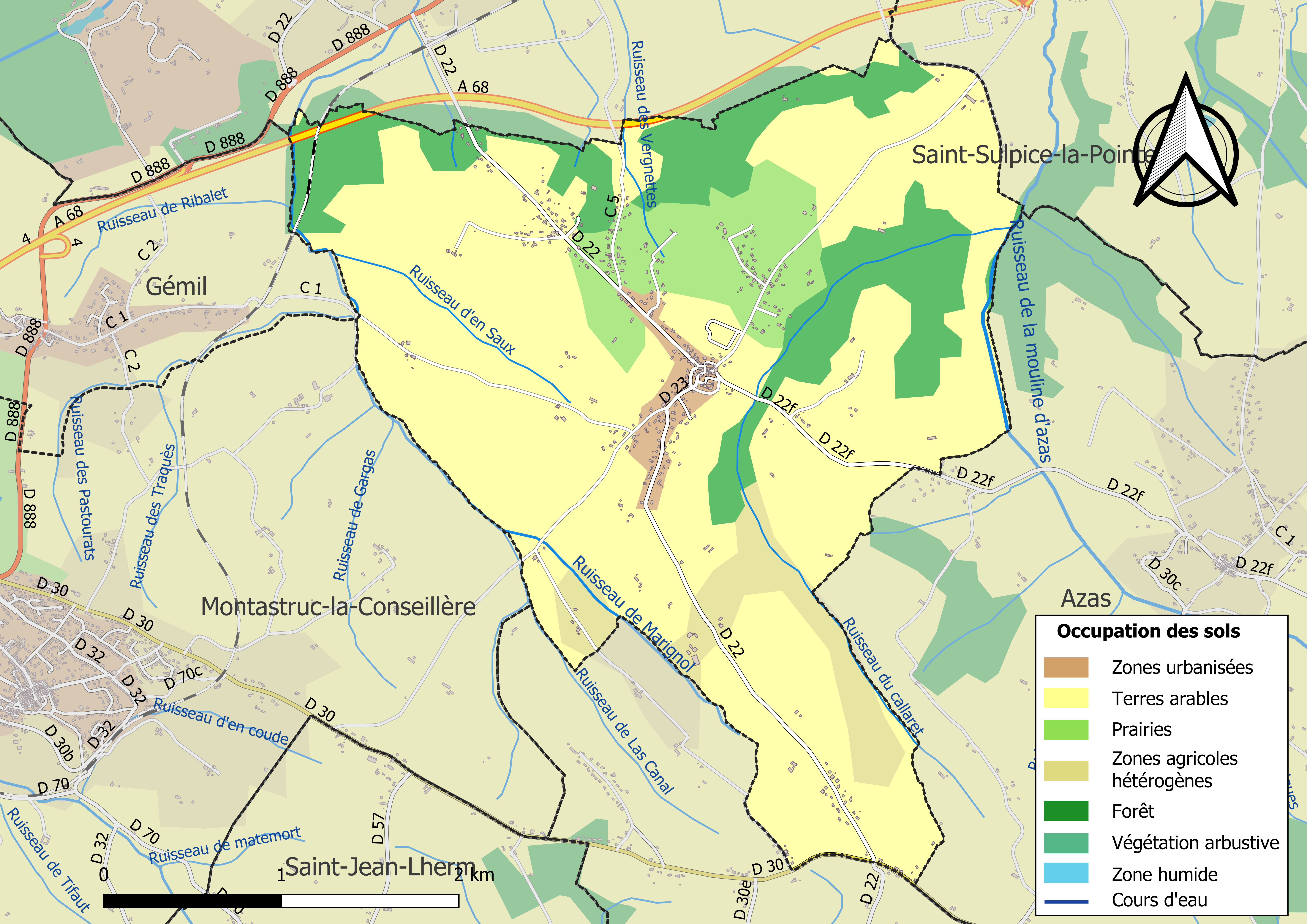
Carte des infrastructures et de l'occupation des sols de la commune en 2018 (CLC).

### Voies de communication et transports

#### Voies de communication
Accès par l'autoroute A68 (sortie  4 direction Bessières, Buzet-sur-Tarn (demi-échangeur)) et la RD 988 (ancienne RN 88).

#### Transports
Une gare est située sur le territoire de la commune, la gare de Buzet-Roqusérière, desservie quotidiennement par des TER Occitanie effectuant des missions entre les gares de Toulouse-Matabiau et de Saint-Sulpice. Cependant, seul un train par jour et par sens dessert la commune en 2020.

### Risques majeurs
Le territoire de la commune de Roquesérière est vulnérable à différents aléas naturels : météorologiques (tempête, orage, neige, grand froid, canicule ou sécheresse) et séisme (sismicité très faible). Un site publié par le BRGM permet d'évaluer simplement et rapidement les risques d'un bien localisé soit par son adresse soit par le numéro de sa parcelle.

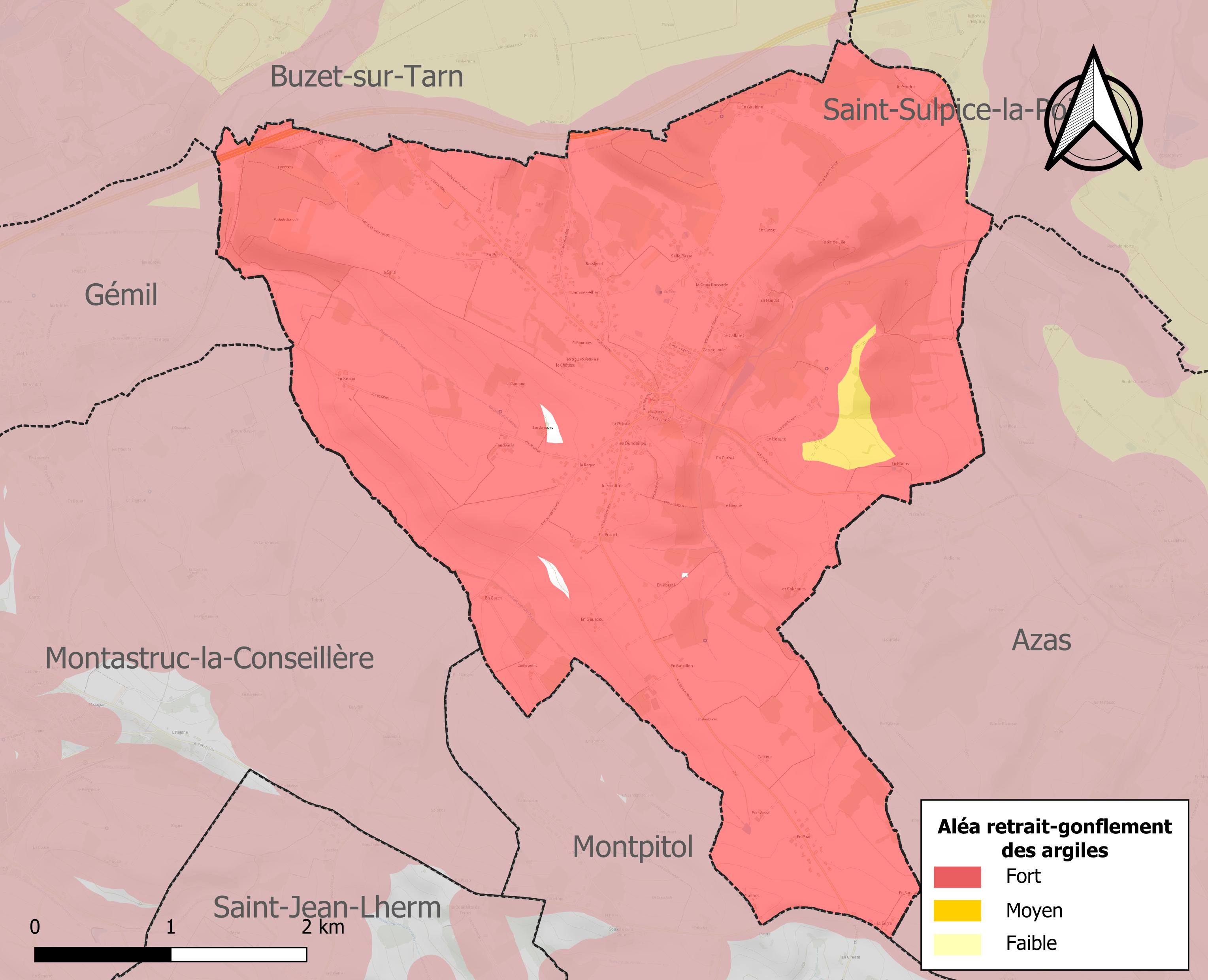
Carte des zones d'aléa retrait-gonflement des sols argileux de Roquesérière.

Le retrait-gonflement des sols argileux est susceptible d'engendrer des dommages importants aux bâtiments en cas d’alternance de périodes de sécheresse et de pluie. 99,8 % de la superficie communale est en aléa moyen ou fort (88,8 % au niveau départemental et 48,5 % au niveau national). Sur les 298 bâtiments dénombrés sur la commune en 2019, 298 sont en aléa moyen ou fort, soit 100 %, à comparer aux 98 % au niveau départemental et 54 % au niveau national. Une cartographie de l'exposition du territoire national au retrait gonflement des sols argileux est disponible sur le site du BRGM,.
Par ailleurs, afin de mieux appréhender le risque d’affaissement de terrain, l'inventaire national des cavités souterraines permet de localiser celles situées sur la commune.
Concernant les mouvements de terrains, la commune a été reconnue en état de catastrophe naturelle au titre des dommages causés par la sécheresse en 1998, 2002, 2003, 2012, 2016 et 2017 et par des mouvements de terrain en 1999.

## Politique et administration

### Administration municipale
Le nombre d'habitants au recensement de 2011 étant compris entre 500 et 1 499 habitants, le nombre de membres du conseil municipal pour l'élection de 2014 est de quinze,.

### Rattachements administratifs et électoraux
Commune faisant partie de la deuxième circonscription de la Haute-Garonne de la communauté de communes des Coteaux du Girou et du canton de Pechbonnieu (avant le redécoupage départemental de 2014, Roquesérière faisait partie de l'ex-canton de Montastruc-la-Conseillère).

### Liste des maires
| Période                                  | Période  | Identité               | Étiquette | Qualité                    |
| ---------------------------------------- | -------- | ---------------------- | --------- | -------------------------- |
| 1945                                     | 1965     | Louis Bonneau          |           | Colonel à la retraite      |
| 1965                                     | 1971     | ?                      |           |                            |
| 1983                                     | 1989     | Claude Cabie           |           |                            |
| juin 1995                                | 2014     | Jean-François Vidal    |           |                            |
| mars 2014                                | 2020     | Jean-Claude Miquel     | SE        | Retraité Fonction publique |
| mars 2020                                | En cours | Thierry Charles Castet |           |                            |
| Les données manquantes sont à compléter. |          |                        |           |                            |

## Population et société

### Démographie
| 1793 | 1800 | 1806 | 1821 | 1831 | 1836 | 1841 | 1846 | 1851 |
| ---- | ---- | ---- | ---- | ---- | ---- | ---- | ---- | ---- |
| 420  | 466  | 497  | 540  | 526  | 579  | 518  | 522  | 522  |

| 1856 | 1861 | 1866 | 1872 | 1876 | 1881 | 1886 | 1891 | 1896 |
| ---- | ---- | ---- | ---- | ---- | ---- | ---- | ---- | ---- |
| 510  | 505  | 514  | 486  | 482  | 475  | 446  | 443  | 435  |

| 1901 | 1906 | 1911 | 1921 | 1926 | 1931 | 1936 | 1946 | 1954 |
| ---- | ---- | ---- | ---- | ---- | ---- | ---- | ---- | ---- |
| 417  | 410  | 374  | 304  | 319  | 276  | 270  | 271  | 316  |

| 1962 | 1968 | 1975 | 1982 | 1990 | 1999 | 2006 | 2007 | 2012 |
| ---- | ---- | ---- | ---- | ---- | ---- | ---- | ---- | ---- |
| 307  | 294  | 326  | 495  | 555  | 615  | 667  | 674  | 720  |

| 2017 | 2022 | - | - | - | - | - | - | - |
| ---- | ---- | - | - | - | - | - | - | - |
| 689  | 882  | - | - | - | - | - | - | - |

| selon la population municipale des années : | 1968 | 1975 | 1982 | 1990 | 1999 | 2006 | 2009 | 2013 |
| Rang de la commune dans le département      | 208  | 212  | 199  | 179  | 188  | 195  | 197  | 199  |
| Nombre de communes du département           | 592  | 582  | 586  | 588  | 588  | 588  | 589  | 589  |

### Enseignement
Roquesérière fait partie de l'académie de Toulouse.
L'éducation est assurée par un regroupement pédagogique intercommunal pour les classes maternelles située sur la commune et les classes primaires sur la commune voisine de Montpitol.

### Culture et festivité
Comité des fêtes, danse,.

### Sports
Tennis, gymnastique,

### Écologie et recyclage
La collecte et le traitement des déchets des ménages et des déchets assimilés ainsi que la protection et la mise en valeur de l'environnement se font dans le cadre de la communauté de communes des Coteaux du Girou.

## Économie

### Revenus
En 2018  (données Insee publiées en septembre 2021), la commune compte 306 ménages fiscaux, regroupant 810 personnes. La médiane du revenu disponible par unité de consommation est de 25 430 € (23 140 € dans le département).

### Emploi
|                | 2008  | 2013  | 2018  |
| -------------- | ----- | ----- | ----- |
| Commune        | 4,8 % | 5,6 % | 5,7 % |
| Département    | 7,7 % | 9,6 % | 9,3 % |
| France entière | 8,3 % | 10 %  | 10 %  |

En 2018, la population âgée de 15 à 64 ans s'élève à 444 personnes, parmi lesquelles on compte 78,7 % d'actifs (73 % ayant un emploi et 5,7 % de chômeurs) et 21,3 % d'inactifs,. Depuis 2008, le taux de chômage communal (au sens du recensement) des 15-64 ans est inférieur à celui de la France et du département.
La commune fait partie de la couronne de l'aire d'attraction de Toulouse, du fait qu'au moins 15 % des actifs travaillent dans le pôle,. Elle compte 83 emplois en 2018, contre 61 en 2013 et 68 en 2008. Le nombre d'actifs ayant un emploi résidant dans la commune est de 329, soit un indicateur de concentration d'emploi de 25,3 % et un taux d'activité parmi les 15 ans ou plus de 61,3 %.
Sur ces 329 actifs de 15 ans ou plus ayant un emploi, 65 travaillent dans la commune, soit 20 % des habitants. Pour se rendre au travail, 87,4 % des habitants utilisent un véhicule personnel ou de fonction à quatre roues, 4,6 % les transports en commun, 2,1 % s'y rendent en deux-roues, à vélo ou à pied et 5,9 % n'ont pas besoin de transport (travail au domicile).

### Activités hors agriculture

#### Secteurs d'activités
49 établissements sont implantés  à Roquesérière au 31 décembre 2019. Le tableau ci-dessous en détaille le nombre par secteur d'activité et compare les ratios avec ceux du département,.
| Secteur d'activité                                                                                        | Commune | Commune | Département |
| Secteur d'activité                                                                                        | Nombre  | %       | %           |
| --- | ------- | ------- | ----------- |
| Ensemble                                                                                                  | 49      |         |             |
| Industrie manufacturière, industries extractives et autres                                                | 2       | 4,1 %   | (5,7 %)     |
| Construction                                                                                              | 12      | 24,5 %  | (12 %)      |
| Commerce de gros et de détail, transports, hébergement et restauration                                    | 6       | 12,2 %  | (25,9 %)    |
| Information et communication                                                                              | 2       | 4,1 %   | (4,1 %)     |
| Activités financières et d'assurance                                                                      | 3       | 6,1 %   | (3,8 %)     |
| Activités spécialisées, scientifiques et techniques et activités de services administratifs et de soutien | 14      | 28,6 %  | (19,8 %)    |
| Administration publique, enseignement, santé humaine et action sociale                                    | 3       | 6,1 %   | (16,6 %)    |
| Autres activités de services                                                                              | 7       | 14,3 %  | (7,9 %)     |

Le secteur des activités spécialisées, scientifiques et techniques et des activités de services administratifs et de soutien est prépondérant sur la commune puisqu'il représente 28,6 % du nombre total d'établissements de la commune (14 sur les 49 entreprises implantées  à Roquesérière), contre 19,8 % au niveau départemental.

#### Entreprises et commerces
Les deux entreprises ayant leur siège social sur le territoire communal qui génèrent le plus de chiffre d'affaires en 2020 sont : 
- MF Plomberie, travaux d'installation d'équipements thermiques et de climatisation (300 k€)
- Ponopono7, activités des sociétés holding (0 k€)

### Agriculture
|               | 1988 | 2000 | 2010 | 2020 |
| ------------- | ---- | ---- | ---- | ---- |
| Exploitations | 16   | 13   | 7    | 3    |
| SAU (ha)      | 772  | 478  | nd   | 452  |

La commune est dans le Lauragais, une petite région agricole occupant le nord-est du département de la Haute-Garonne, dont les coteaux portent des grandes cultures en sec avec une dominante blé dur et tournesol. En 2020, l'orientation technico-économique de l'agriculture  sur la commune est la culture de céréales et/ou d'oléoprotéagineuses. Trois exploitations agricoles ayant leur siège dans la commune sont dénombrées lors du recensement agricole de 2020 (16 en 1988). La superficie agricole utilisée est de 452 ha,,.

## Culture locale et patrimoine

### Lieux et monuments
- Église Saint-Pierre et son presbytère construit en 1863.

## Pour approfondir